# 閻明復
閻明復（えん めいふく、1931年11月11日 - 2023年7月3日）は、中華人民共和国の政治家。1989年の天安門事件で学生たちに同情的な立場をとったため、中共中央書記処書記、中央統一戦線部長の職務を解任された。

## 来歴
1931年11月、中華民国遼寧省海城市生まれ。1949年にハルビン外国語専門学校（現黒龍江大学）を卒業後、同年に中国共産党入党。中華全国総工会国際部科長、中共中央弁公庁翻訳組長、中共中央編集翻訳局毛主席著作室などで勤務するが、文化大革命期の1967年に失脚。
復活後は中国大百科全書出版社副総編集長、第6期全人代常務委員会副秘書長。1987年の第13回党大会で中央委員、中央書記処書記、中央統一戦線部長。
趙紫陽派の改革派として、天安門における民主化運動では趙紫陽とゴルバチョフ・ソ連共産党書記長の会談が終わった後の16日夕方、学生に断食を止めるよう説得したが失敗している。その夜に開かれた常務委員会を経て趙紫陽が断食中止を求めに向かったがこれも失敗し、改革派の敗北は決定的となった。
6月23日、第13期4中全会で趙紫陽を支える3人として胡啓立、芮杏文と共に全職務から解任。1991年、保守派を揺さぶるため、鄧小平が胡啓立、芮杏文と共に正部長級の副部長職（民生部副部長）に復帰させると改革への期待が高まったが、中央委員復活はならなかった。1997年7月、民生部副部長を解任。
2005年から、『炎黄春秋』紙にコラムを不定期に寄稿。
2023年7月3日10時19分、満91歳で死去。

## 外部サイト
- 新華社による履歴